# Hrabstwo Otero (Kolorado)
Hrabstwo Otero (ang. Otero County) – hrabstwo w stanie Kolorado w Stanach Zjednoczonych. Hrabstwo zajmuje powierzchnię 3287 km². Według szacunków United States Census Bureau w roku 2010 liczyło 18 831 mieszkańców. Siedzibą administracyjną hrabstwa jest La Junta.

## Miasta
- Cheraw
- Fowler
- La Junta
- Manzanola
- Rocky Ford
- Swink

## CDP
- North La Junta
- La Junta Gardens